# Twee Ewalden

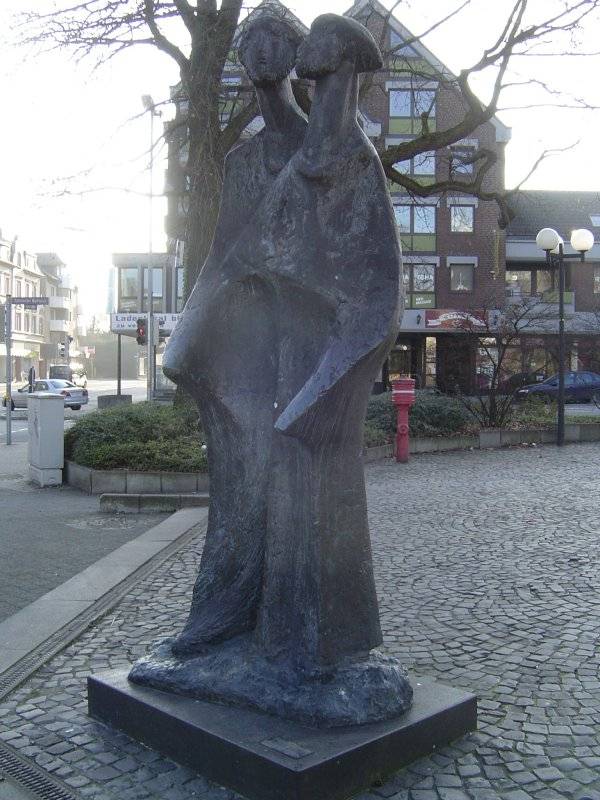
Monument van de Gebroeders Ewald in Dortmund-Aplerbeck

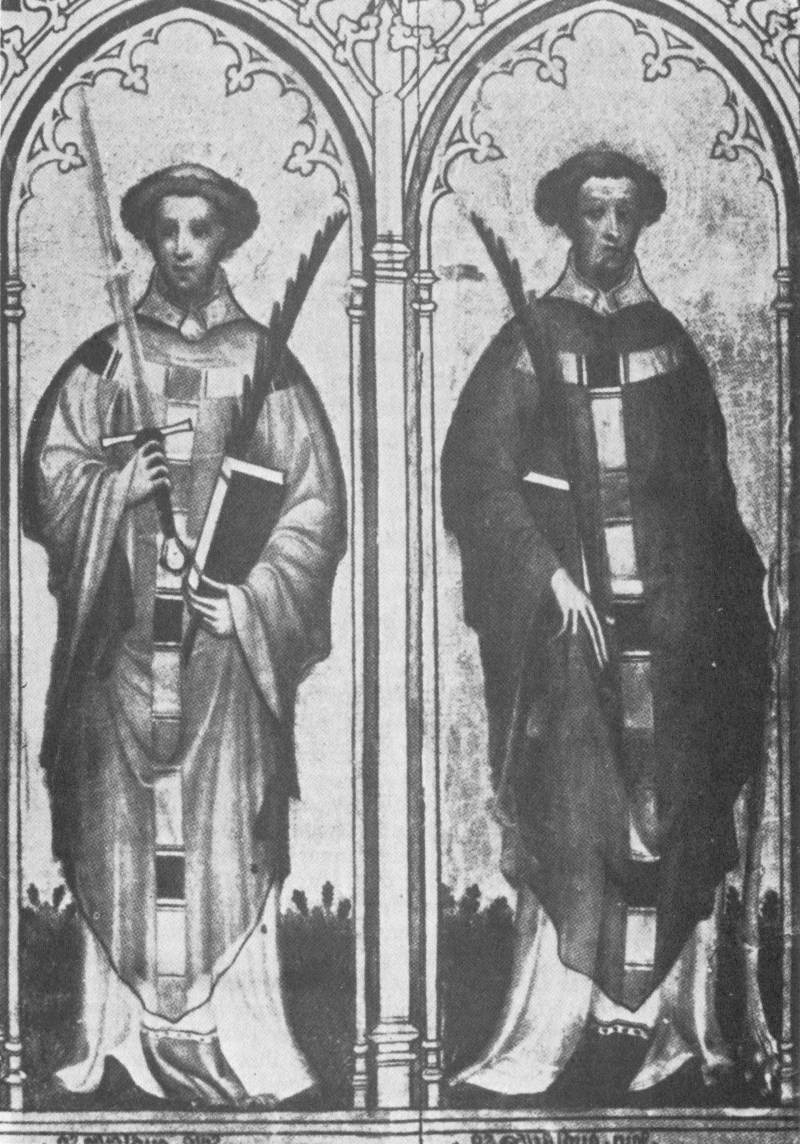
Schilderstuk van de Ewaldi-schrijn uit 1400 in de Sint-Kunibertkerk (Keulen) te Keulen

De twee Ewalden (?-3 oktober ca. 695) waren twee missionarissen in Westfalen die de marteldood stierven. Ter onderscheiding worden ze naar hun haarkleur blonde of witte Ewald en zwarte Ewald genoemd.

## Leven
De oudste gegevens over de beide Ewalden staan in de Historia ecclesiastica gentis Anglorum van Beda. Van afkomst waren ze volgens hem Angelen. Ze behoorden tot de eerste metgezellen van Sint-Willibrord. Zij trokken naar Westfalen om de heidense Saksen te bekeren. Toen zij trachtten tot een aanvoerder van de Saksen door te dringen en in de woning van diens rentmeester de eucharistie vierden, werden zij door de heidenen overvallen en ter dood gebracht. Hun lichamen werden in de Rijn geworpen, maar op wonderbare wijze teruggevonden.

## Verering
Pepijn van Herstal liet de relieken van de Ewalden overbrengen naar Keulen. Ze genieten vooral verering in Westfalen. Hun gedenkdag is, in overeenstemming met hun door Beda genoemde sterfdag, op 3 oktober.
Traditioneel staan de Ewalden in katholiek Nederland bekend als de apostelen van Drenthe. Als zodanig worden zij vereerd in het bisdom Groningen-Leeuwarden.
In Druten is de kerk gewijd aan de beide Ewalden.